# Grand Prix Formule 1 van Maleisië 2014
De Grand Prix Formule 1 van Maleisië 2014 werd gehouden op 30 maart 2014 op het Sepang International Circuit. Het was de tweede race van het kampioenschap.

## Wedstrijdverslag

### Achtergrond

#### MH370
Voorafgaand aan de race is er een minuut stilte gehouden voor het vermiste vliegtuig Malaysia Airlines-vlucht 370. Verschillende coureurs en teams reden ook met een boodschap op de helm of de auto.

#### DRS-systeem
Voor het DRS-systeem wordt, net zoals in 2013, twee detectiepunten gebruikt. Het eerste meetpunt ligt tussen de bochten 12 en 13, waarna de achtervleugel na bocht 14 opengeklapt mag worden. Het tweede meetpunt ligt in bocht 15 en het DRS-systeem gebruikt mag worden na deze bocht. Als een coureur hier binnen een seconde achter een andere coureur rijdt, mag hij zijn achtervleugel open zetten op het rechte stuk op start-finish en tussen de tweede en de derde bocht.

### Kwalificatie
Nadat de kwalificatie 50 minuten was uitgesteld vanwege zware regenval, behaalde Mercedes-coureur Lewis Hamilton zijn tweede pole position van het seizoen. Sebastian Vettel eindigde voor Red Bull als tweede, voor de andere Mercedes van Nico Rosberg. Het Ferrari-duo Fernando Alonso en Kimi Räikkönen eindigde als vierde en zesde, met de Red Bull van Daniel Ricciardo tussen hen in. Nico Hülkenberg eindigde voor Force India als zevende in de kwalificatie voor de McLaren van Kevin Magnussen. De Toro Rosso van Jean-Éric Vergne en de andere McLaren van Jenson Button sloten de top 10 af.
De kwalificatie moest tweemaal vanwege een ongeluk stilgelegd worden. Met 35 seconden te gaan in de eerste kwalificatie raakte Marcus Ericsson in zijn Caterham van de baan, waarna de sessie niet werd herstart. Aan het begin van Q2 verremde Toro Rosso-coureur Daniil Kvjat zich, waarna Fernando Alonso hem niet meer kon ontwijken en zijn voorwielophanging brak. Hier werd onderzoek naar ingesteld, maar beide coureurs zijn onbestraft gelaten. Valtteri Bottas kreeg echter wel drie plaatsen straf, aangezien hij de Williams-coureur Daniel Ricciardo ophield. Hij is tevens de eerste coureur dit seizoen die "strafpunten" kreeg bijgeschreven op zijn superlicentie. Hij heeft twee strafpunten gekregen, waar er twaalf voor nodig zijn om voor een race geschorst te worden.

### Race
Lewis Hamilton won vrij gemakkelijk de race, zijn overwinning kwam eigenlijk geen moment in gevaar. Zijn teamgenoot Nico Rosberg werd tweede nadat hij Sebastian Vettel passeerde bij de start van de race. Vettel werd derde nadat hij zijn teamgenoot Daniel Ricciardo korte tijd voor zich had moeten dulden (Ricciardo viel later in de race uit na door het team gemaakte fouten bij een pitstop). Fernando Alonso werd vierde nadat hij in de slotfase Nico Hülkenberg, die vijfde werd, had ingehaald. De zesde positie was voor Jenson Button met enkele seconden op het Williams-duo Felipe Massa en Valtteri Bottas. De laatste punten gingen naar Kevin Magnussen en Toro Rosso-coureur Daniil Kvjat.
Na afloop van de race kreeg Ricciardo een straf van tien startplaatsen op de grid voor de volgende race omdat hij niet op een veilige manier werd weggestuurd na zijn laatste pitstop.

## Vrije trainingen
- Er wordt enkel de top 5 weergegeven.

| Vrije training 1 | Pos | No | Coureur          | Constructeur         | Tijd     |
| ---------------- | --- | -- | ---------------- | -------------------- | -------- |
| Vrije training 1 | 1   | 44 | Lewis Hamilton   | Mercedes             | 1:40.691 |
| Vrije training 1 | 2   | 7  | Kimi Räikkönen   | Ferrari              | 1:40.843 |
| Vrije training 1 | 3   | 6  | Nico Rosberg     | Mercedes             | 1:41.028 |
| Vrije training 1 | 4   | 22 | Jenson Button    | McLaren-Mercedes     | 1:41.111 |
| Vrije training 1 | 5   | 20 | Kevin Magnussen  | McLaren-Mercedes     | 1:41.274 |
| Vrije training 2 | Pos | No | Coureur          | Constructeur         | Tijd     |
| Vrije training 2 | 1   | 6  | Nico Rosberg     | Mercedes             | 1:39.909 |
| Vrije training 2 | 2   | 7  | Kimi Räikkönen   | Ferrari              | 1:39.944 |
| Vrije training 2 | 3   | 1  | Sebastian Vettel | Red Bull-Renault     | 1:39.970 |
| Vrije training 2 | 4   | 44 | Lewis Hamilton   | Mercedes             | 1:40.051 |
| Vrije training 2 | 5   | 14 | Fernando Alonso  | Ferrari              | 1:40.103 |
| Vrije training 3 | Pos | No | Coureur          | Constructeur         | Tijd     |
| Vrije training 3 | 1   | 6  | Nico Rosberg     | Mercedes             | 1:39.008 |
| Vrije training 3 | 2   | 44 | Lewis Hamilton   | Mercedes             | 1:39.240 |
| Vrije training 3 | 3   | 7  | Kimi Räikkönen   | Ferrari              | 1:40.156 |
| Vrije training 3 | 4   | 1  | Sebastian Vettel | Red Bull-Renault     | 1:40.387 |
| Vrije training 3 | 5   | 27 | Nico Hülkenberg  | Force India-Mercedes | 1:40.523 |

Testcoureurs:
geen

## Kwalificatie
| Pos                 | No | Coureur           | Constructeur         | Q1       | Q2       | Q3       | Grid |
| ------------------- | -- | ----------------- | -------------------- | -------- | -------- | -------- | ---- |
| 1                   | 44 | Lewis Hamilton    | Mercedes             | 1:57.202 | 1:59.041 | 1:59.431 | 1    |
| 2                   | 1  | Sebastian Vettel  | Red Bull-Renault     | 1:57.654 | 1:59.399 | 1:59.486 | 2    |
| 3                   | 6  | Nico Rosberg      | Mercedes             | 1:57.183 | 1:59.445 | 2:00.050 | 3    |
| 4                   | 14 | Fernando Alonso   | Ferrari              | 1:58.889 | 2:01.356 | 2:00.175 | 4    |
| 5                   | 3  | Daniel Ricciardo  | Red Bull-Renault     | 1:58.913 | 2:00.147 | 2:00.541 | 5    |
| 6                   | 7  | Kimi Räikkönen    | Ferrari              | 1:59.257 | 2:01.532 | 2:01.218 | 6    |
| 7                   | 27 | Nico Hülkenberg   | Force India-Mercedes | 1:58.883 | 2:00.839 | 2:01.712 | 7    |
| 8                   | 20 | Kevin Magnussen   | McLaren-Mercedes     | 2:00.356 | 2:02.094 | 2:02.213 | 8    |
| 9                   | 25 | Jean-Éric Vergne  | Toro Rosso-Renault   | 2:01.689 | 2:02.096 | 2:03.078 | 9    |
| 10                  | 22 | Jenson Button     | McLaren-Mercedes     | 2:00.889 | 2:01.810 | 2:04.053 | 10   |
| 11                  | 26 | Daniil Kvjat      | Toro Rosso-Renault   | 2:01.175 | 2:02.351 |          | 11   |
| 12                  | 21 | Esteban Gutiérrez | Sauber-Ferrari       | 2:01.134 | 2:02.369 |          | 12   |
| 13                  | 19 | Felipe Massa      | Williams-Mercedes    | 2:00.047 | 2:02.460 |          | 13   |
| 14                  | 11 | Sergio Pérez      | Force India-Mercedes | 2:00.076 | 2:02.511 |          | 14   |
| 15                  | 77 | Valtteri Bottas   | Williams-Mercedes    | 1:59.709 | 2:02.756 |          | 18   |
| 16                  | 8  | Romain Grosjean   | Lotus-Renault        | 2:00.202 | 2:02.885 |          | 15   |
| 17                  | 13 | Pastor Maldonado  | Lotus-Renault        | 2:02.074 |          |          | 16   |
| 18                  | 99 | Adrian Sutil      | Sauber-Ferrari       | 2:02.131 |          |          | 17   |
| 19                  | 17 | Jules Bianchi     | Marussia-Ferrari     | 2:02.702 |          |          | 19   |
| 20                  | 10 | Kamui Kobayashi   | Caterham-Renault     | 2:03.595 |          |          | 20   |
| 21                  | 4  | Max Chilton       | Marussia-Ferrari     | 2:04.388 |          |          | 21   |
| 22                  | 9  | Marcus Ericsson   | Caterham-Renault     | 2:04.407 |          |          | 22   |
| 107% tijd: 2:05.385 |    |                   |                      |          |          |          |      |

## Race
| Pos | No | Coureur           | Constructeur         | Rondes | Tijd/Oorzaak uitval | Grid | Punten |
| --- | -- | ----------------- | -------------------- | ------ | ------------------- | ---- | ------ |
| 1   | 44 | Lewis Hamilton    | Mercedes             | 56     | 1:40:25.974         | 1    | 25     |
| 2   | 6  | Nico Rosberg      | Mercedes             | 56     | +17.313             | 3    | 18     |
| 3   | 1  | Sebastian Vettel  | Red Bull-Renault     | 56     | +24.534             | 2    | 15     |
| 4   | 14 | Fernando Alonso   | Ferrari              | 56     | +35.992             | 4    | 12     |
| 5   | 27 | Nico Hülkenberg   | Force India-Mercedes | 56     | +47.199             | 7    | 10     |
| 6   | 22 | Jenson Button     | McLaren-Mercedes     | 56     | +1:23.691           | 10   | 8      |
| 7   | 19 | Felipe Massa      | Williams-Mercedes    | 56     | +1:25.076           | 13   | 6      |
| 8   | 77 | Valtteri Bottas   | Williams-Mercedes    | 56     | +1:25.537           | 18   | 4      |
| 9   | 20 | Kevin Magnussen   | McLaren-Mercedes     | 55     | +1 ronde            | 8    | 2      |
| 10  | 26 | Daniil Kvjat      | Toro Rosso-Renault   | 55     | +1 ronde            | 11   | 1      |
| 11  | 8  | Romain Grosjean   | Lotus-Renault        | 55     | +1 ronde            | 15   |        |
| 12  | 7  | Kimi Räikkönen    | Ferrari              | 55     | +1 ronde            | 6    |        |
| 13  | 10 | Kamui Kobayashi   | Caterham-Renault     | 55     | +1 ronde            | 20   |        |
| 14  | 9  | Marcus Ericsson   | Caterham-Renault     | 54     | +2 ronden           | 22   |        |
| 15  | 4  | Max Chilton       | Marussia-Ferrari     | 54     | +2 ronden           | 21   |        |
| DNF | 3  | Daniel Ricciardo  | Red Bull-Renault     | 49     | Technisch           | 5    |        |
| DNF | 21 | Esteban Gutiérrez | Sauber-Ferrari       | 35     | Versnellingsbak     | 12   |        |
| DNF | 99 | Adrian Sutil      | Sauber-Ferrari       | 32     | Aandrijving         | 17   |        |
| DNF | 25 | Jean-Éric Vergne  | Toro Rosso-Renault   | 18     | Motor               | 9    |        |
| DNF | 17 | Jules Bianchi     | Marussia-Ferrari     | 8      | Remmen              | 19   |        |
| DNF | 13 | Pastor Maldonado  | Lotus-Renault        | 7      | Motor               | 16   |        |
| DNS | 11 | Sergio Pérez      | Force India-Mercedes | 0      | Versnellingsbak     | 14   |        |

## Standen na de Grand Prix

### Coureurs
| Positie | Nummer | Rijder          | Team             | Punten |
| ------- | ------ | --------------- | ---------------- | ------ |
| 1       | 6      | Nico Rosberg    | Mercedes         | 43     |
| 2       | 44     | Lewis Hamilton  | Mercedes         | 25     |
| 3       | 14     | Fernando Alonso | Ferrari          | 24     |
| 4       | 22     | Jenson Button   | McLaren-Mercedes | 23     |
| 5       | 20     | Kevin Magnussen | McLaren-Mercedes | 20     |

### Constructeurs
| Positie | Nummers | Team                 | Rijders                        | Punten |
| ------- | ------- | -------------------- | ------------------------------ | ------ |
| 1       | 6 44    | Mercedes             | Nico Rosberg Lewis Hamilton    | 68     |
| 2       | 20 22   | McLaren-Mercedes     | Kevin Magnussen Jenson Button  | 43     |
| 3       | 7 14    | Ferrari              | Kimi Räikkönen Fernando Alonso | 30     |
| 4       | 19 77   | Williams-Mercedes    | Felipe Massa Valtteri Bottas   | 20     |
| 5       | 11 27   | Force India-Mercedes | Sergio Pérez Nico Hülkenberg   | 19     |